# Carex ferruginea
Carex ferruginea är en halvgräsart som beskrevs av Giovanni Antonio Scopoli. Carex ferruginea ingår i släktet starrar, och familjen halvgräs.

## Underarter
Arten delas in i följande underarter:
- C. f. ferruginea
- C. f. macrostachys
- C. f. tendae

## Bildgalleri

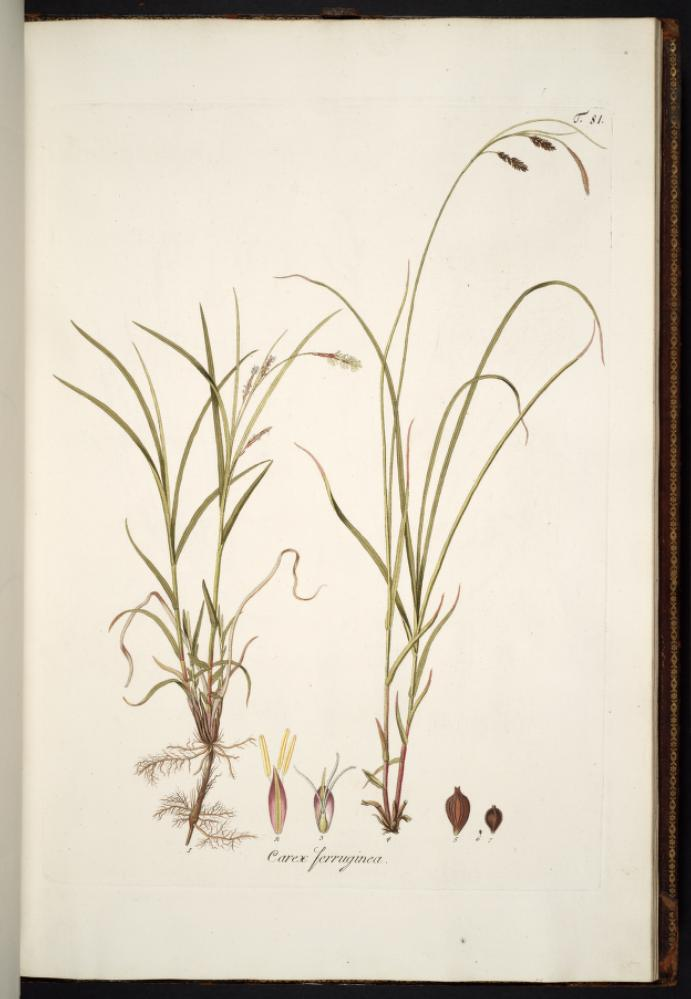
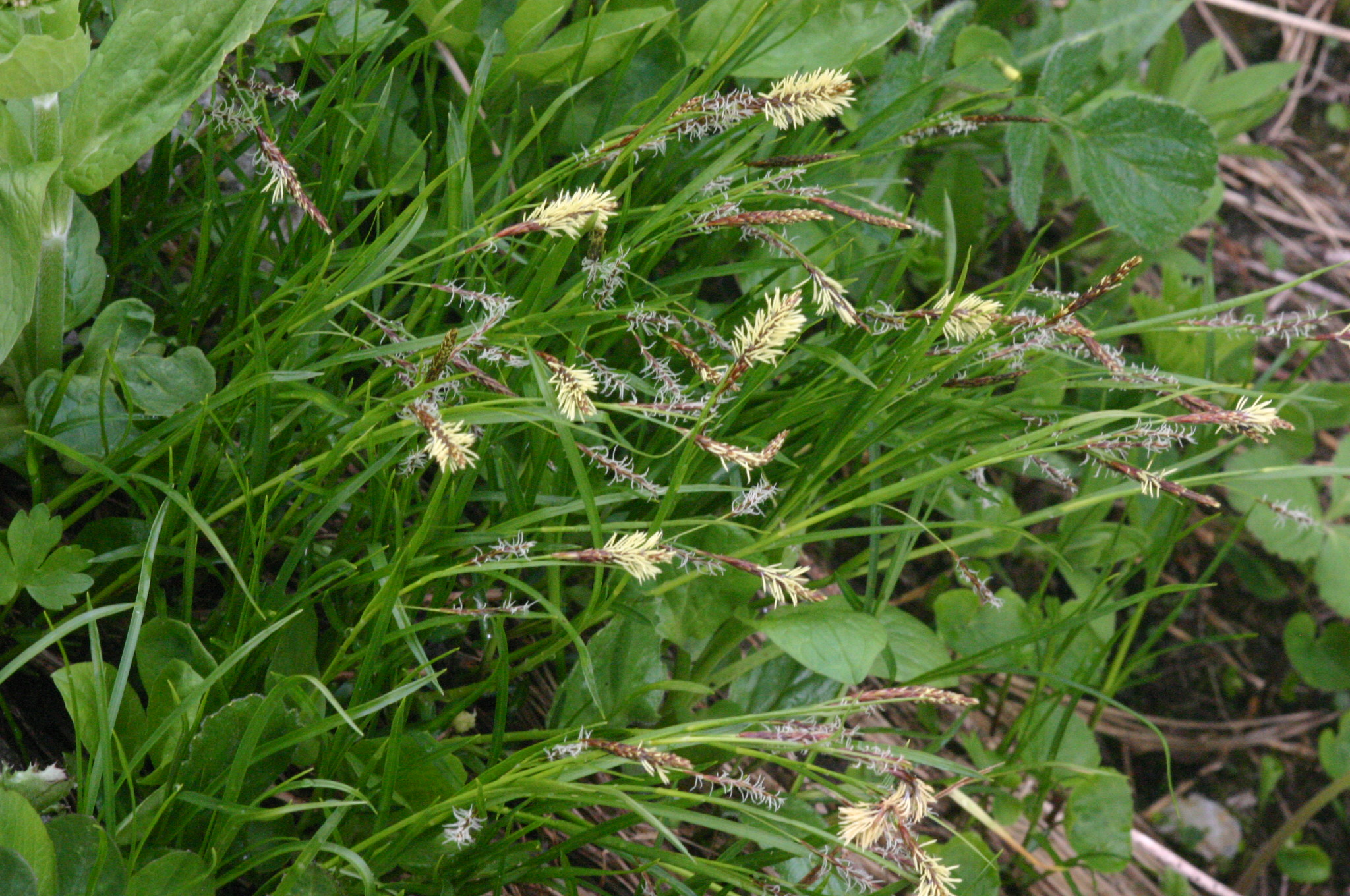
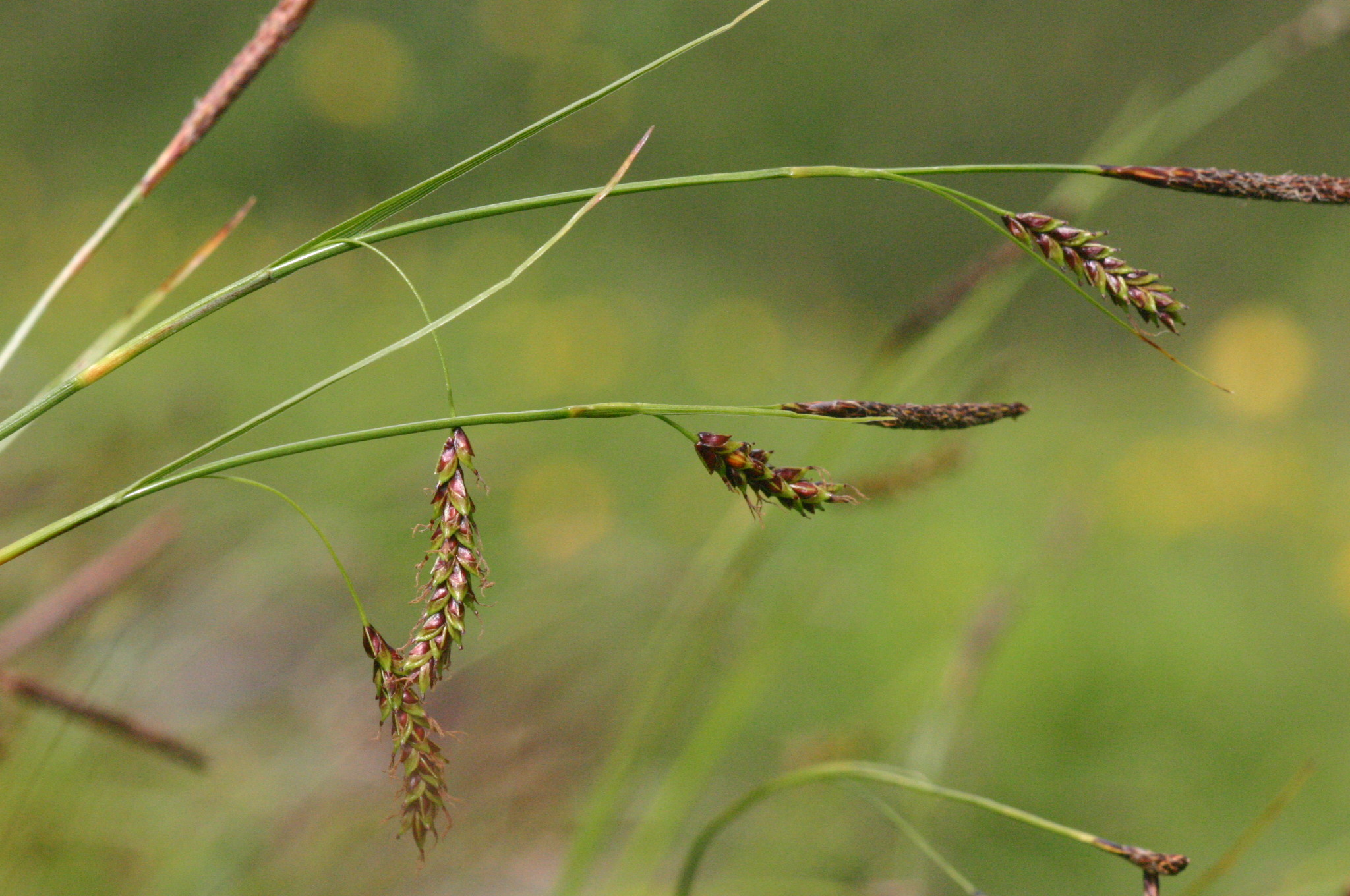
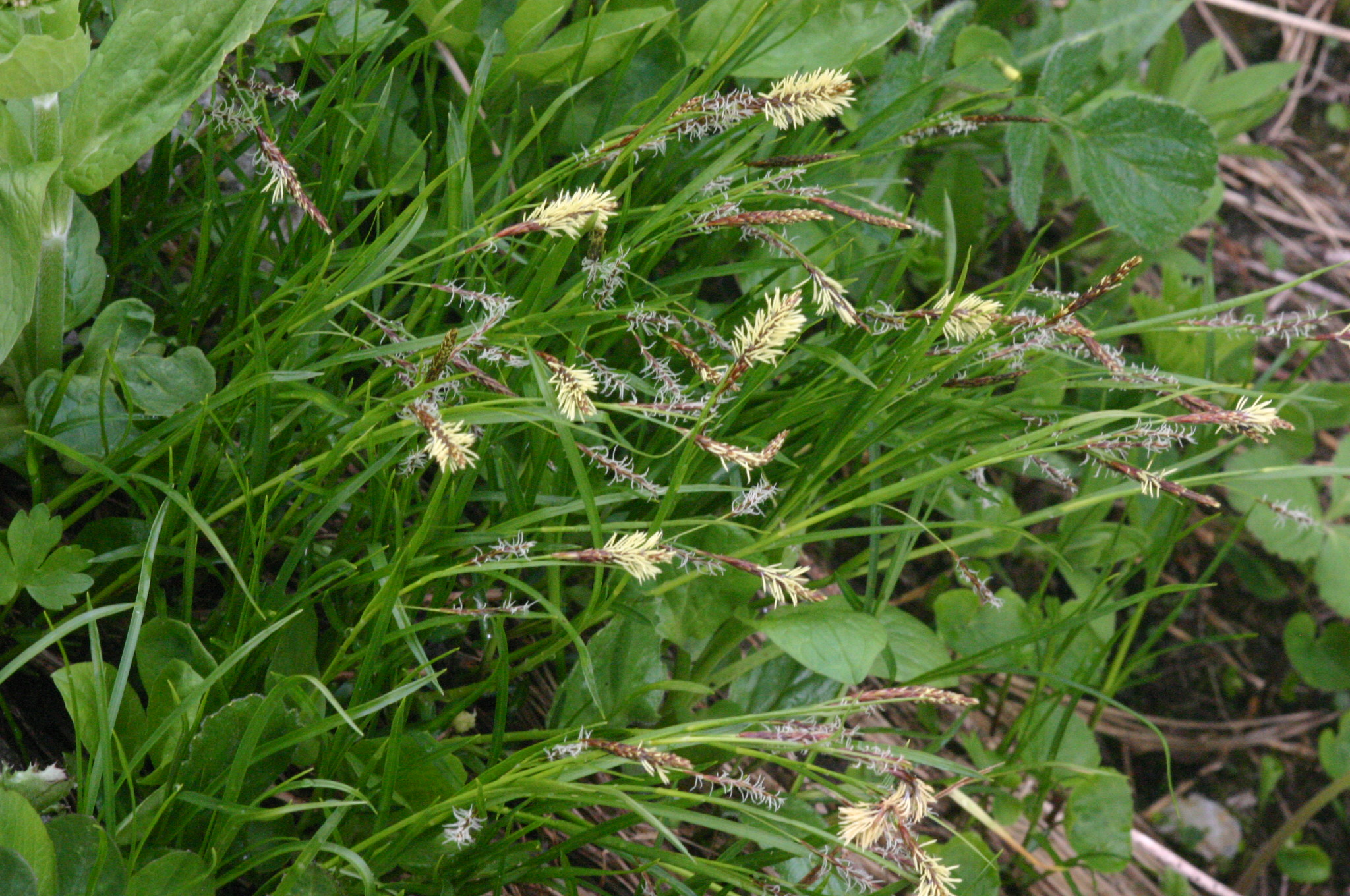
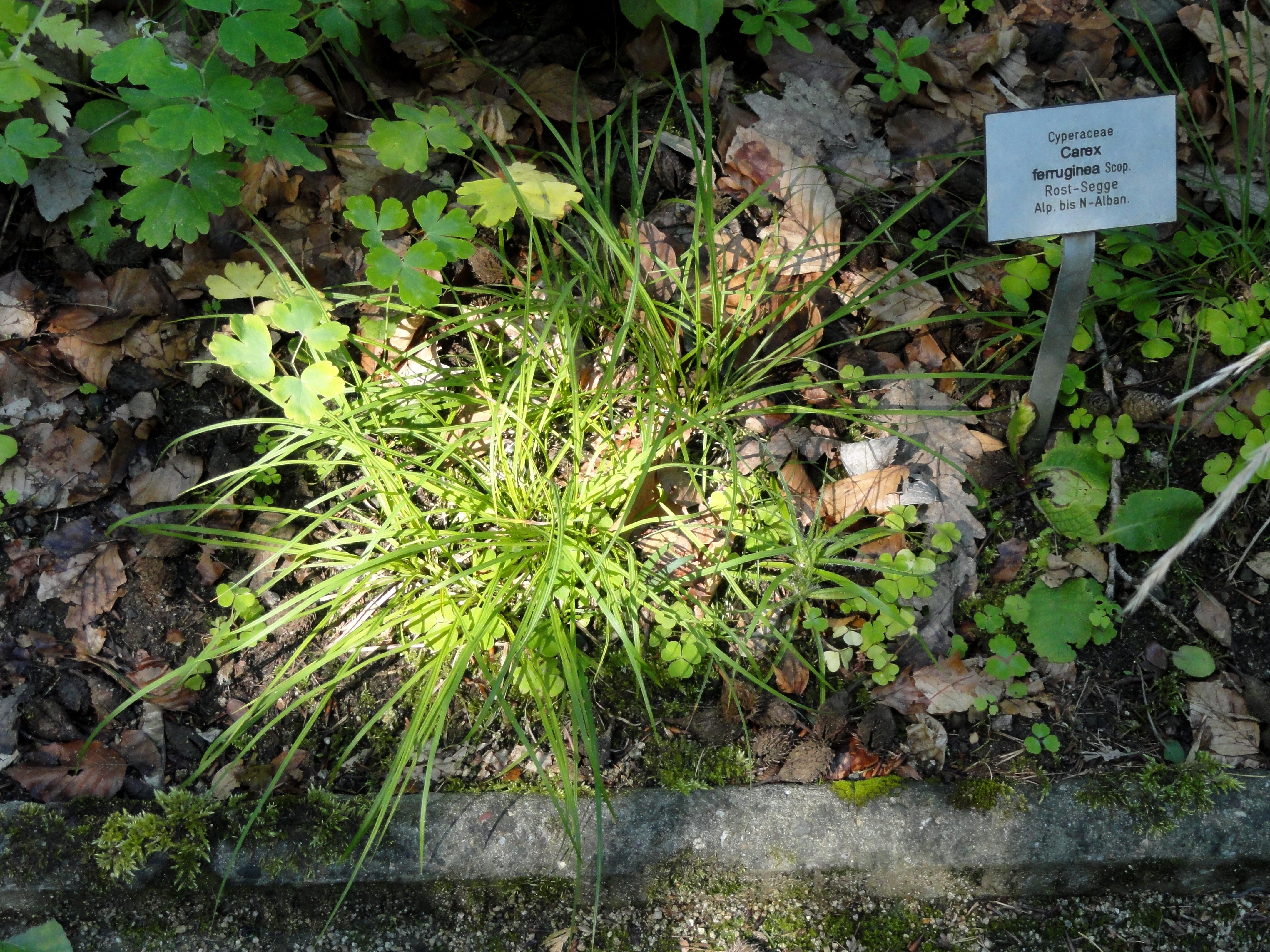
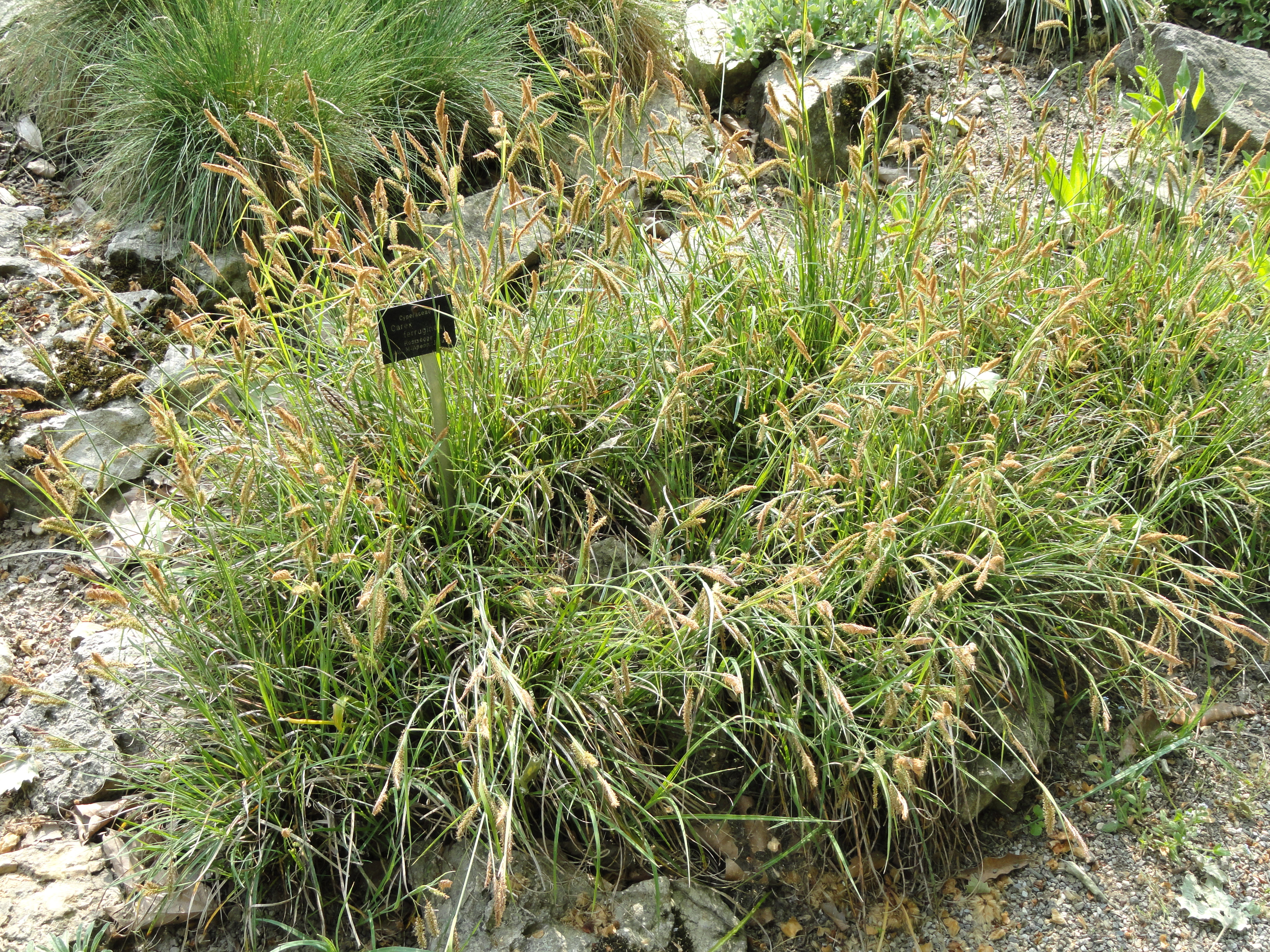